# Cornelis Alberts Gasthuis

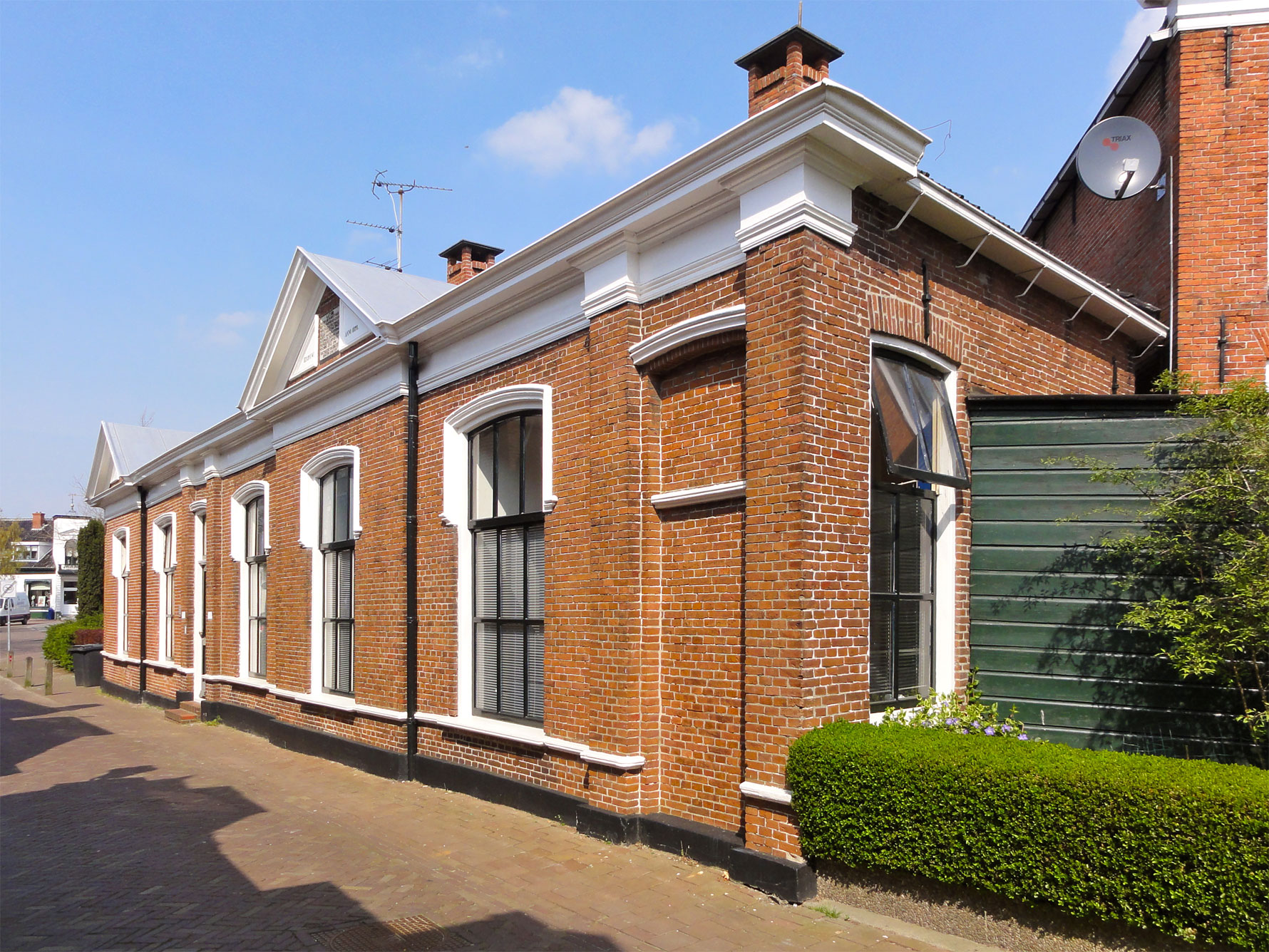
Het Cornelis Alberts Gasthuis in Appingedam anno 2011

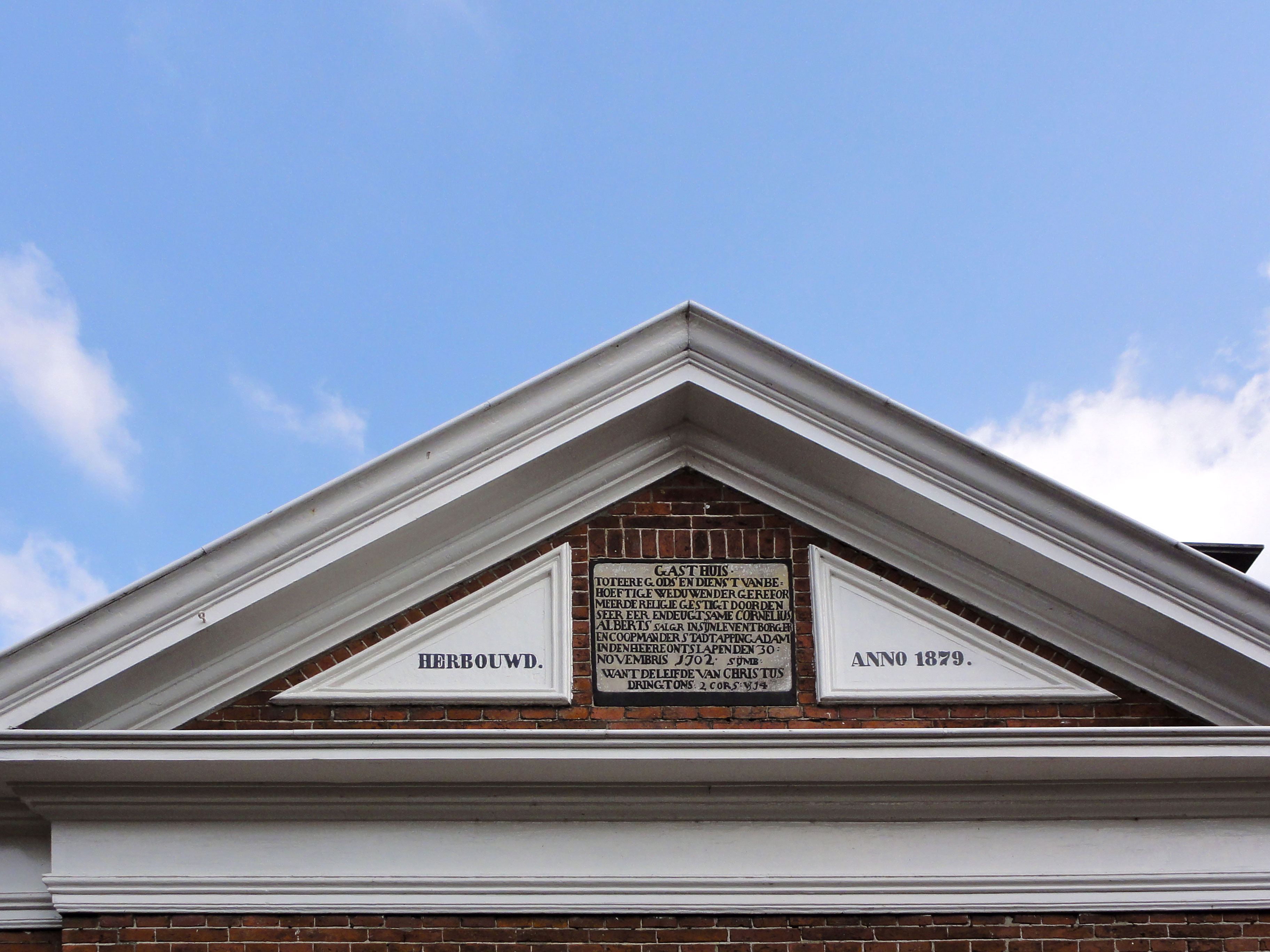
Dakkapel met de stichtingssteen van het gasthuis d.d. 1702 en de vermelding van de verbouwing d.d. 1879

Het Cornelis Alberts Gasthuis in de Groningse plaats Appingedam is in 1702 gesticht door Cornelis Alberts ten behoeve van de huisvesting van zes arme gereformeerde vrouwen uit Appingedam.

## Geschiedenis
Twee maanden voor zijn overlijden liet de koopman Cornelis Alberts uit Appingedam zijn testament opmaken. Ene Alegonda Schinkel, vrouw van de landrentmeester Conringh te Emden, benoemde hij tot universeel erfgename. Daarnaast werden er in het testament een zestal legaten geregeld. Bovendien schonk hij duizend rijksdaalders en twee stukjes land aan de armen van Appingedam. Tot slot bestemde hij zesduizend Carolusguldens voor de koop van een huis waar zes arme gereformeerde vrouwen uit Appingedam konden worden gehuisvest. Van de rente van het geld zouden zij jaarlijks een bedrag uitgekeerd krijgen.
Na het overlijden van Alberts werd een pand aan de Spekkersgang (de latere Cornelis Albertsstraat) gekocht en bestemd tot gasthuis. De weduwen die werden gehuisvest mochten geen kinderen in het gasthuis onderbrengen. Hun nalatenschap verviel voor de helft aan het gasthuis. Zij dienden zich te houden aan het vastgestelde reglement, dat bij toelating voor akkoord moest worden getekend. Zij kregen een weekgeld en brandstof in de vorm van turf. In de negentiende eeuw werd het aantal vrouwen dat uit het stichtingskapitaal kon worden onderhouden teruggebracht naar een viertal. In 1879 werd het gasthuis verbouwd. Het kreeg toen een uiterlijk met neoclassicistische en ambachtelijk-traditionele elementen. Een eeuw later, in 1979, werd het pand gerestaureerd en 1981 werden er vier wooneenheden van gemaakt. De voorgevel van het pand heeft twee vooruitstekende geveldelen, met daarboven een driehoekige dakkapel. De gevelsteen links herinnert aan de ingreep van 1981, de gevelsteen rechts is de stichtingssteen, die herinnert aan.

Op de stichtingssteen staat (zie afbeelding):
GASTHUIS
TOT EERE GODS EN DIENST VAN BE
HOEFTIGE WEDUWEN DER GEREFOR
MEERDE RELIGIE GESTIGT DOOR DEN
SEER EER EN DEUGTSAME CORNELIUS
ALBERTS SALGR IN SIJN LEVENT BORGER
EN COOPMAN DER STADT APPINGEDAM
IN DEN HEERE ONTSLAPEN DEN 30
NOVEMBRIS 1702. SYMB:
WANT DE LEIFDE VAN CHRISTUS
DRINGT ONS: 2 COR 5: V 14
Het gebouw is erkend als rijksmonument onder meer vanwege de zeldzaamheid van dit type gebouw, de gaafheid, het architectuur- en cultuurhistorisch belang, de beeldbepalende ligging en als voorbeeld van een gasthuis uit 1879.